# Sail Den Helder
Sail Den Helder is een Nederlands maritiem evenement in de Noord-Hollandse plaats Den Helder. Het wordt sinds 1993 om de circa vijf jaar georganiseerd. De meeste edities hebben gelijktijdig met de Marinedagen plaatsgevonden. Het wordt georganiseerd door Stichting Sail Den Helder waarin onder meer de Koninklijke Marine en de gemeenten Den Helder, Texel en Hollands Kroon zitting hebben in het bestuur.
In augustus 2005 vond in de stad PreSail plaats als voorproefje op Sail Amsterdam 2005, door slecht weer en een beperkt aantal deelnemende schepen liep dit uit op een sof.

## 1993
De eerste keer dat Sail Den Helder plaatsvond was op 8, 9, 10 en 11 juli 1993 onder de naam Sail'93. Het viel samen met de 36e Nationale Vlootdagen van de Koninklijke Marine, waar Nederlandse marineschepen, zoals het M-fregat Hr.Ms. Tjerk Hiddes en twee onderzeeërs, en die van NAVO-partners voor het publiek toegankelijk waren. Den Helder fungeerde als verzamelpunt voor zeilschepen, waaronder de Sedov en de Dar Mlodziezy, die deelnamen aan een zeilrace via Newcastle in Groot-Brittannië naar Noorwegen en Denemarken. Naast schepen waren er ook exposities, waaronder de expositie Musé-Helder over de stad Den Helder. Tevens werden er op vrijdag en zaterdag veteranendagen gehouden voor Nieuw-Guinea- en Koreagangers.

## 1997

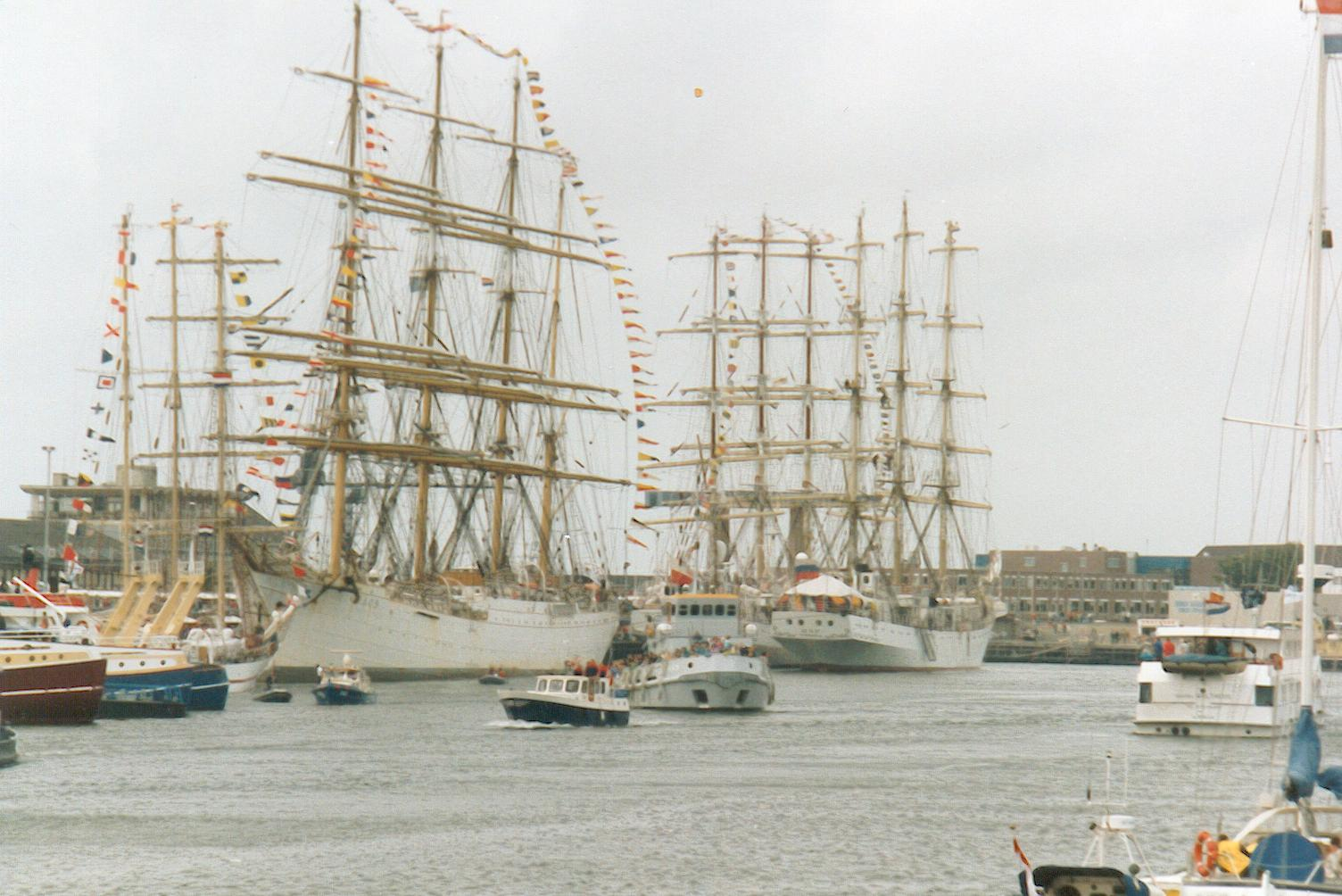
Sail Den Helder 1997

In 1997 werd Sail'97 van 3 tot en met 6 juli gehouden, wederom tegelijk met de Vlootdagen. Tijdens het evenement waren onder andere de Kruzenshtern, de Khersones en de Eagle aanwezig. De Mir was even in Den Helder maar vertrok wegens andere verplichtingen enkele uren na aankomst. Tijdens het evenement opende prins Willem-Alexander het voormalige marineschip Hr.Ms. Abraham Crijnssen als onderdeel van het Marinemuseum. Voor het evenement werd een set met penningen uitgegeven. Op de laatste dag werd de Parade of Sail gehouden, waarbij de meeste schepen tegelijk uitvoeren.

## 2008
Het evenement was in 2008 onderdeel van de Tall Ships' Races en vond plaats onder de naam Tall Ships' Races 2008 Den Helder. Het werd gehouden van 20 tot en met 23 augustus. Tijdens dit evenement kwamen 76 tallships van over de gehele wereld naar de marinestad. De schepen zijn verdeeld in 4 klassen die de grootte en het soort aangeven. Tijdens het 4-daagse evenement werd er een braderie gehouden. Men kon tijdens Sail 2008 ook rondvluchten maken in een helikopter. Dit gebeurde vanaf Den Helder Airport. Vanuit de lucht keek men dan uit op de schepen die aan de kade lagen.

## 2013

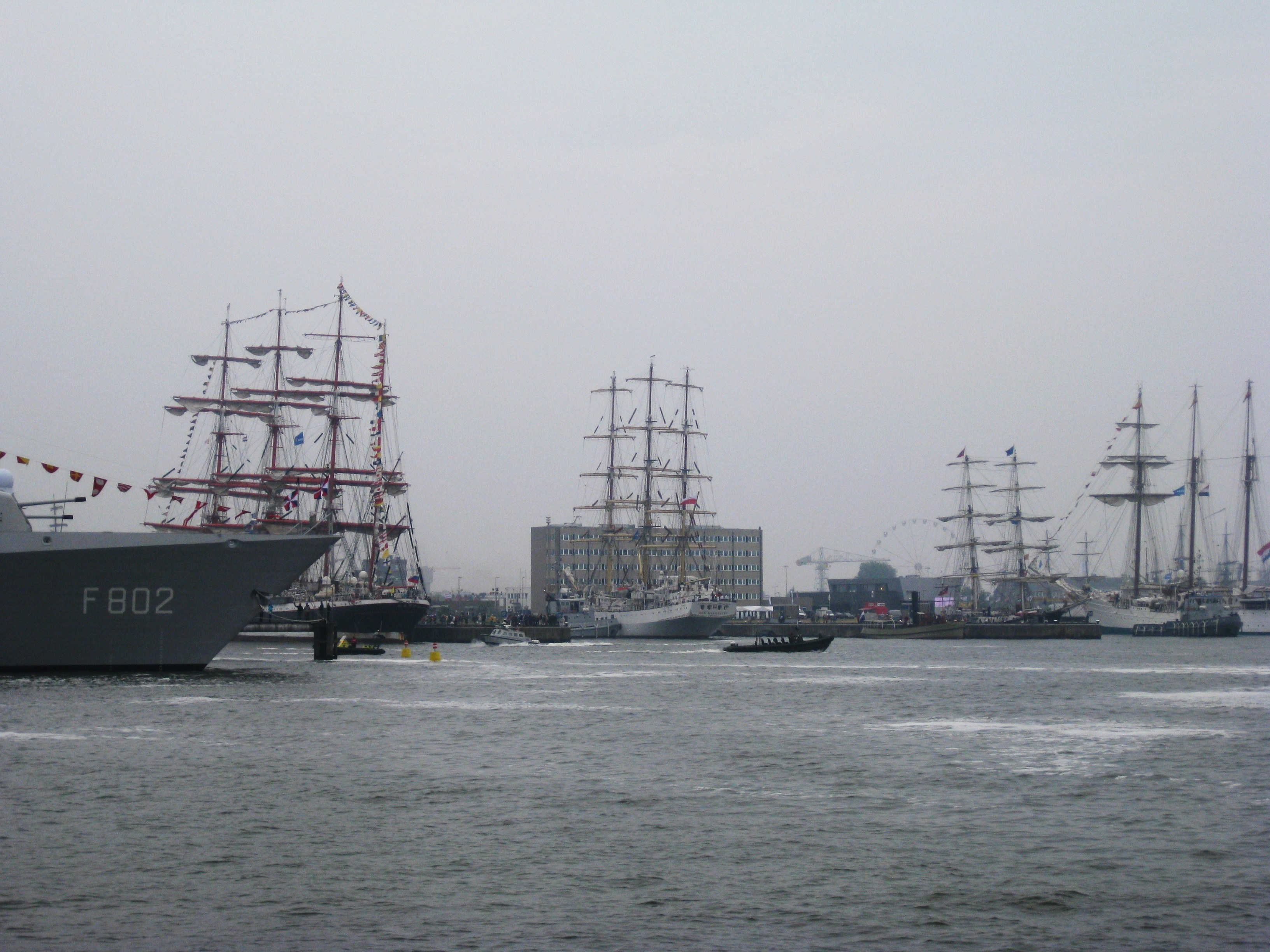
Sail Den Helder 2013

Van 20 tot en met 23 juni 2013 vond het evenement voor de vierde keer plaats en voor de derde keer samen met de Marinedagen. Het werd gepromoot als Sail Den Helder 2013. Koning Willem-Alexander opende het evenement op 20 juni met een vlootschouw op de Rede van Texel, aan boord van het schip Stad Amsterdam, gevolgd door de Zr.Ms. Zeeland en de Gulden Leeuw. Op 20 juni was er ook de saamhorigheidsdag, een grote Marinereünie waarop 30.000 marinemensen en veteranen elkaar ontmoetten. Het totale aantal bezoekers werd geschat op ruim 330.000.

## 2017
Sail Den Helder 2017 werd gehouden van 22 tot en met 25 juni 2017, tegelijk met de Marinedagen. Deze editie werd onder andere bezocht door de volgende schepen; Juan Sebastian de Elcano, Kruzenstern, Libertad, Mircea, Mir, Santa Maria Manuela, Shabab Oman II en Statsraad Lehmkuhl. Ook een van de grootste traditionele zeilschepen de Sedov zou komen, deze kwam echter door een onderzoek door de Russische duane pas op de maandag na Sail op de Rede van Texel aan. Er werd een Sail-postzegel uitgegeven met als afbeelding het vlaggenschip "de Morgenster".

## 2023
Sail Den Helder 2023 werd gehouden van 29 juni tot en met 2 juli 2023, wederom tegelijk met de Marinedagen. Den Helder was hierbij de starthaven van de Tall Ships' Races.